# HD 173417
HD 173417 är en ensam stjärna belägen i den södra delen av stjärnbilden Lyran. Den har en skenbar magnitud av ca 5,69 och är svagt synlig för blotta ögat där ljusföroreningar ej förekommer. Baserat på parallaxmätning inom Hipparcosuppdraget på ca 19,3 mas, beräknas den befinna sig på ett avstånd på ca 169 ljusår (ca 52 parsek) från solen. Den rör sig närmare solen med en heliocentrisk radialhastighet på ca –2,3 km/s.

## Egenskaper
HD 173417 är en gul till vit underjättestjärna av spektralklass F1 III-IV. Den har en radie som är ca 2,4 solradier och har ca 11 gånger solens utstrålning av energi från dess fotosfär vid en effektiv temperatur av ca 6 800 K.